# Jan Rudowski (sędzia)
Jan Rudowski (ur. 8 lipca 1959 w Płocku) – polski prawnik, sędzia oraz urzędnik państwowy i skarbowy. W latach 1998–2000 podsekretarz stanu, a w latach 2000–2001 sekretarz stanu w Ministerstwie Finansów, od 2002 sędzia Naczelnego Sądu Administracyjnego, od 2016 szef Izby Finansowej i zastępca prezesa NSA.

## Życiorys
Ukończył studia prawnicze na Wydziale Prawa i Administracji Uniwersytetu Mikołaja Kopernika w Toruniu. Ukończył kursy i szkolenia resortowe. Zasiadał w komisji egzaminacyjnej dla doradców podatkowych i adwokatów oraz w komisji odwoławczej od wyników egzaminu radcowskiego. Wykładał na studiach podyplomowych z zakresu prawa podatkowego.
W latach 1984–1998 był zatrudniony w Izbie Skarbowej w Bydgoszczy na stanowiskach orzeczniczych w sprawach o zobowiązania podatkowe. W 1991 wygrał konkurs na dyrektora tej izby. W 1998 powołany na stanowisko podsekretarza stanu w Ministerstwie Finansów, odpowiedzialnego za prawo podatkowe materialne i procesowe, interpretację przepisów, nadzór nad orzecznictwem i poborem podatków oraz ujednolicanie orzecznictwa organów podatkowych. 16 czerwca 2000 awansowany do rangi sekretarza stanu. Zakończył pełnienie funkcji w tym samym roku wraz z rządem Jerzego Buzka. W latach 1999–2000 pełnił funkcję prezydenta Intra-European Organisation of Tax Administrations (IOTA).
W maju 2002 powołany przez prezydenta na sędziego Naczelnego Sądu Administracyjnego, od 1 stycznia 2004 orzeka w Izbie Finansowej NSA. Sprawował funkcję wiceprzewodniczącego i przewodniczącego Wydziału II tej izby (2013–2016), a w lutym 2016 został pełniącym obowiązki prezesa Izby Finansowej. 6 czerwca 2016 powołany na stanowisko wiceprezesa NSA. Został również członkiem Komisji Kodyfikacyjnej Ogólnego Prawa Podatkowego.